# Zeinheim
Zeinheim is een gemeente in het Franse departement Bas-Rhin in de regio Grand Est. De gemeente telde 226 inwoners op 1 januari 2022.

## Geschiedenis
De gemeente maakte voor 2015 deel uit van het kanton Marmoutier tot het op 22 maart 2015 werd opgeheven en de gemeenten werden opgenomen in het kanton Saverne. Op diezelfde dag werd Zeinheim overgeheveld van het arrondissement Saverne naar het arrondissement Molsheim.

## Geografie
De oppervlakte van Zeinheim bedraagt 2,46 vierkante kilometer; Op 1 januari 2022 was de bevolkingsdichtheid 91,9 inwoners per km².
De onderstaande kaart toont de ligging van Zeinheim met de belangrijkste infrastructuur en aangrenzende gemeenten.

## Demografie
Onderstaande figuur toont het verloop van het inwonertal.
<
Altenheim · Balbronn · Crastatt · Cosswiller · Dettwiller · Dimbsthal · Eckartswiller · Ernolsheim-lès-Saverne · Friedolsheim · Furchhausen · Gottesheim · Gottenhouse · Haegen · Hattmatt · Hengwiller · Hohengœft · Jetterswiller · Kleingœft · Knœrsheim · Landersheim · Littenheim · Lochwiller · Lupstein · Maennolsheim · Marmoutier · Monswiller · Ottersthal · Otterswiller · Printzheim · Rangen · Reinhardsmunster · Reutenbourg · Romanswiller ·Saessolsheim · Saint-Jean-Saverne · Saverne · Sommerau · Steinbourg · Schwenheim · Thal-Marmoutier · Traenheim · Waldolwisheim · Wangenbourg-Engenthal · Wasselonne · Westhoffen · Westhouse-Marmoutier · Wolschheim · Zehnacker · Zeinheim